# Гридчин, Алексей Назарович
Алексей Назарович Гридчин (3 июня 1914, с. Калабино, Воронежская губерния — 9 февраля 1998, Новосибирск) — советский геодезист, доктор технических наук (1967), профессор (1969). Участник Великой Отечественной войны.

## Биография
Родился 3 июня 1914 года в селе Калабине Калабинской волости Землянского уезда Воронежской губернии.
Учился в Омском машиностроительном техникуме, который окончил в 1933 году. С 1933 по 1935 год работал учителем математики в железнодорожной школе Черепанова современной Новосибирской области.
После окончания геодезического факультета Новосибирского строительного института отправлен в 1940 году начальником фотограмметрического цеха на Новосибирское аэрогеодезическое предприятие.
С октября 1941 по март 1946 года служил в Советской армии, где был сменным инженером 3-го военно-топографического отряда. Принимал участие в войне вплоть до её завершения. Воевал близ Нарвы и Пскова. В 1944 году получил контузию под Нарвой. Старший лейтенант топографической службы.
В 1946—1971 годах — ассистент кафедры геодезии и фотограмметрии, старший преподаватель, доцент кафедры геодезии, декан геодезического факультета Новосибирского института инженеров геодезии, аэрофотосъёмки и картографии.
Заведовал кафедрой инженерной геодезии в Ростовском инженерно-строительном институте (1971—1979) и кафедрой Новочеркасского гидромелиоративного института (1980—1984), профессором которого оставался до 1985 года. В 1986—1988 годах работал профессором-консультантом в НИИ прикладной геодезии (Новосибирск).
Основной деятельностью учёного было развитие инженерно-геодезических сетей для сооружения крупных мостов в Сибири, а также изучение осадков строений.
Похоронен на Заельцовском кладбище Новосибирска (квартал 59н).

## Основные работы
- Определение основных параметров геодезической фигуры для целей проектирования мостовой риангуляции // Тр. / НИИГАиК. 1957. Т. 8;
- Исслед. эллипсов ошибок положения опор для выбора форм мостовой триангуляции // Тр. / НИИГАиК. 1958. Т.11;
- Основные геодезические работы при сооружении больших мостов. Новосибирск: НКИ, 1962;
- Точность геодезической разбивки при возведении опор балочных мостов // Геодезия и картография. 1969. № 6.[1]